# Vése, Somogy
Vése  este un sat în districtul Marcal, județul Somogy, Ungaria, având o populație de 786 de locuitori (2011). 

## Demografie
Componența etnică a satului Vése
     Maghiari (98,85%)
     Romi (1,15%)
Componența confesională a satului Vése
     Luterani (18,58%)
     Fără religie (3,82%)
     Reformați (1,27%)
     Necunoscută (76,34%)
     Alte religii (1,65%)
Conform recensământului din 2011, satul Vése avea 786 de locuitori. Din punct de vedere etnic, majoritatea locuitorilor (98,85%) erau maghiari, cu o minoritate de romi (1,15%). Nu există o religie majoritară, locuitorii fiind luterani (18,58%), persoane fără religie (3,82%) și reformați (1,27%). Pentru 76,34% din locuitori nu este cunoscută apartenența confesională.